# (31562) 1999 FU6
1999 FU6 (asteroide 31562) é um asteroide da cintura principal. Possui uma excentricidade de 0.07502070 e uma inclinação de 3.21915º.
Este asteroide foi descoberto no dia 19 de março de 1999 por ODAS em Caussols.